# Gustave Loiseau

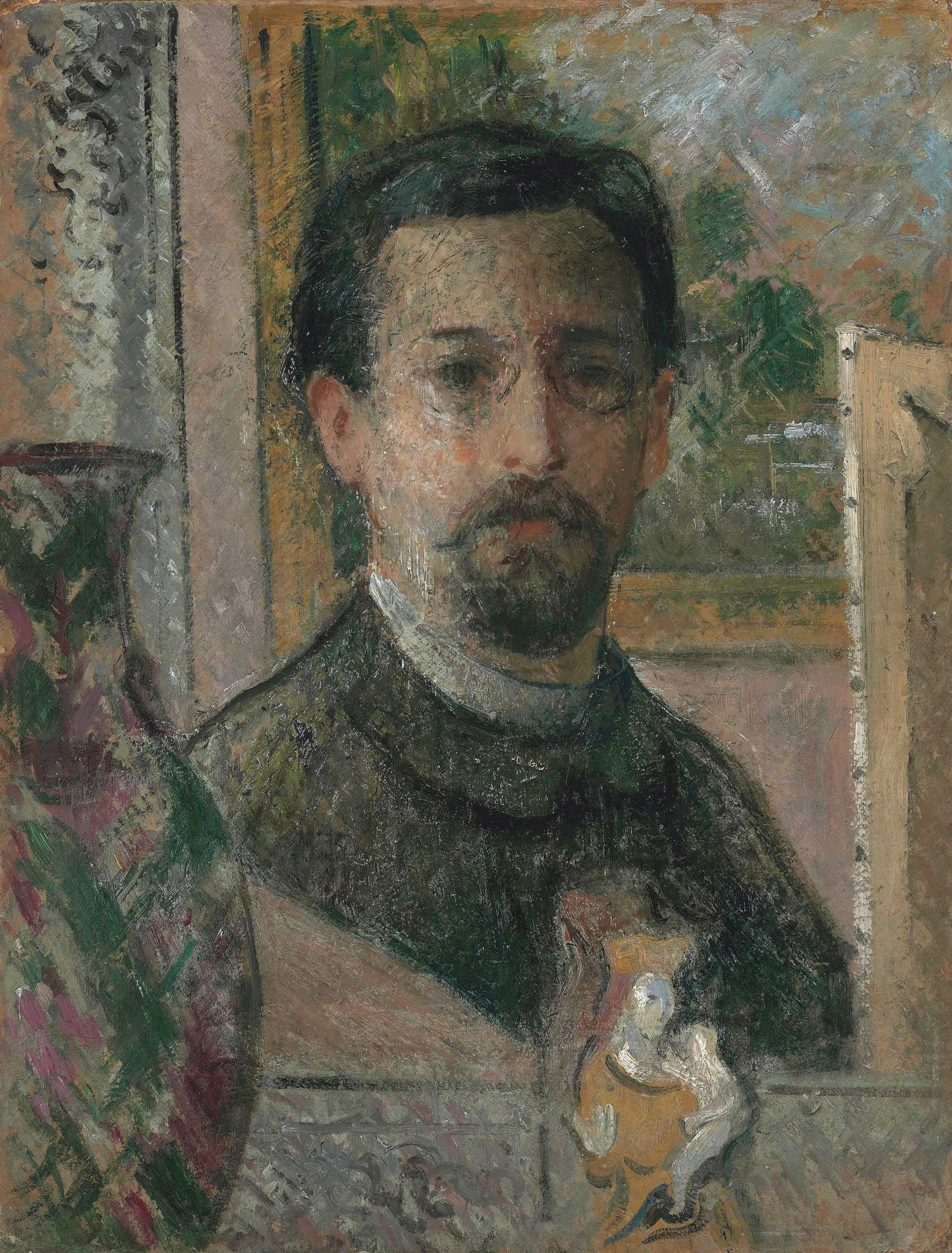
Gustave Loiseau, zelfportret

Gustave Loiseau (Parijs, 3 oktober 1865 - aldaar, 10 oktober 1935) was een Frans kunstschilder. Hij wordt gerekend tot het postimpressionisme.

## Leven en werk
Loiseau werd geboren in een slagersfamilie en kreeg een opleiding als decorateur. Na de dood van zijn grootmoeder in 1887 kreeg hij een erfenis die hem in staat stelde zich op het schilderen te richten. Hij ging naar de École des Beaux Arts en studeerde later bij landschapsschilder Fernand Quigon (1854-1941). In 1890 sloot hij zich aan bij de School van Pont-Aven in Bretagne, waar hij bevriend raakte met Maxime Maufra et Henry Moret. In 1894 maakte hij ook kort kennis met Paul Gauguin. Na aanvankelijk experimenteren met het pointillisme schakelde hij over op een postimpressionistische stijl. Hij schilderde vooral landschappen en plein air en Bretonse en Normandische dorpsgezichten. In 1893 exposeerde hij voor het eerst in de Parijse salon en in 1895 in de Salon de la Société Nationale. Ook stelde hij werken tentoon op de grote impressionistententoonstellingen in Parijs. Vanaf 1898 werd zijn werk aan beide zijden van de Atlantische Oceaan geëxposeerd en verkocht bij Durand-Ruel. In 1901 had hij een grote solotentoonstelling bij Durand-Ruel. Dit zorgde voor internationale bekendheid en een goed inkomen. Via Durand-Ruel maakte hij ook kennis met de schilder Georges Manzana-Pissarro, die een levenslange vriend werd.
In de jaren 1890 bezat hij een huis in Nesles-la-Vallée. Vaak werkte hij ook in Pontoise, waar hij gedurende dertig jaar af en aan verbleef en bevriend raakte met de bekende arts en kunstverzamelaar Paul Gachet. Vanuit die plaatsen kon hij gemakkelijk reizen naar Osny, Ennery, Éragny, Chaponval, Auvers-sur-Oise of Saint-Ouen-l'Aumône. Na de eeuwwisseling reisde Loiseau vaak door Normandië (Dieppe en Saint-Cyr-du-Vaudreuil), de Dordogne en langs de Seine om er te schilderen, vooral landschappen, genrewerken, havengezichten en kustlandschappen, met veel aandacht voor seizoensinvloeden.
In 1927 vestigde Loiseau zich aan de Quai d'Anjou in Parijs, waar hij in 1935 overleed, 70 jaar oud. Hij werd begraven in Pontoise.

## Werk
Loiseau werd beïnvloed door de impressionisten, in het bijzonder Claude Monet en Camille Pissarro. Met Pissarro deelde hij een voorliefde voor de effecten van het licht op bepaalde uren van de dag en bij het wisselen van de seizoenen. Hij schilderde voornamelijk landschappen, vaak met weerselementen als wolken, mist, sneeuw of ijzel. Hij maakte nauwelijks portretten. Zijn stijl wordt gekenmerkt door een lichte en soepele toets. Door het kruisen van zijn verftoetsen wist hij diepte aan te brengen in zijn schilderijen. Hij was bedreven in het schilderen van lucht en water. Bij het grote publiek maakte hij echter vooral naam met zijn gezichten op Parijs, hoewel die maar een klein deel van zijn grote oeuvre uitmaken.

## Galerij

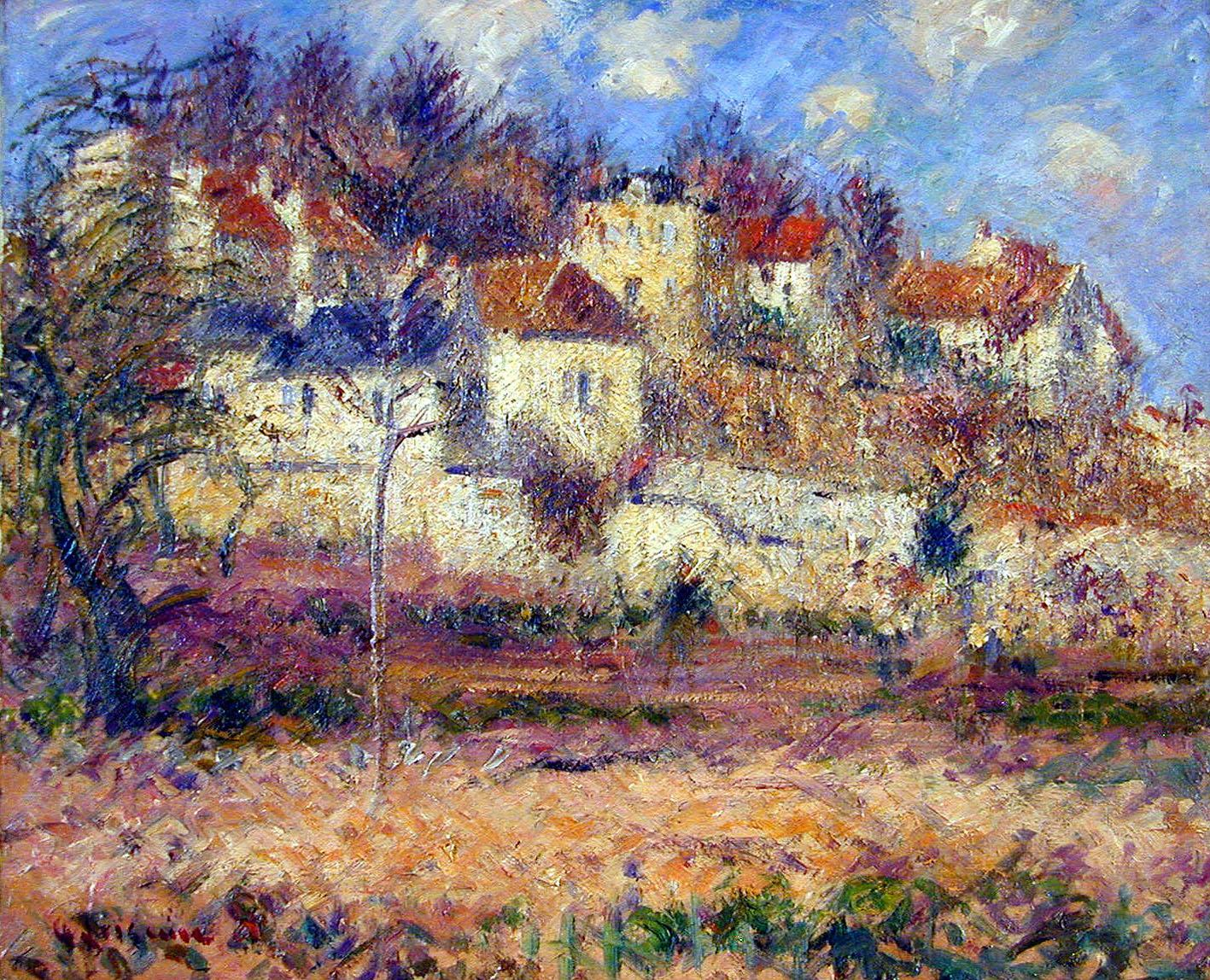
Scène de village
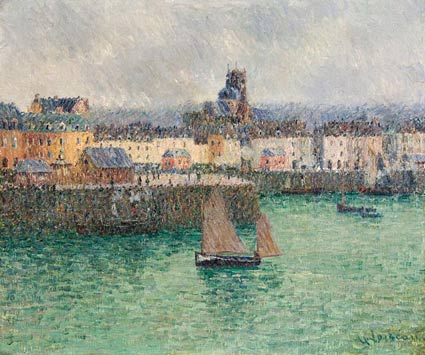
Pot de Dieppe
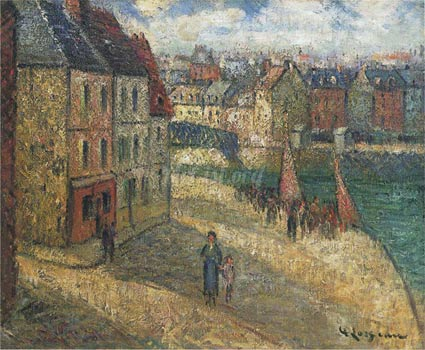
De kade in Dieppe
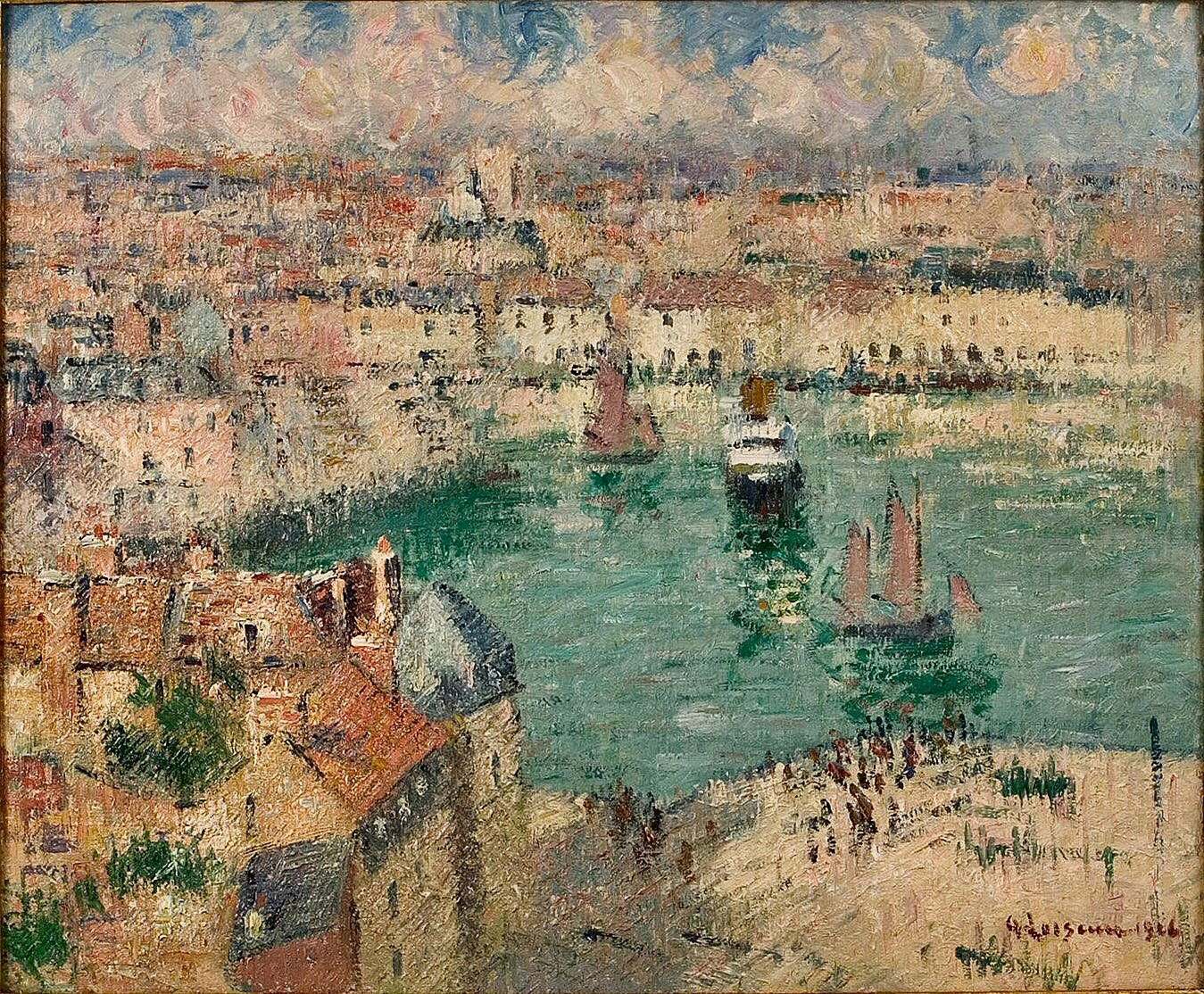
Port de Dieppe
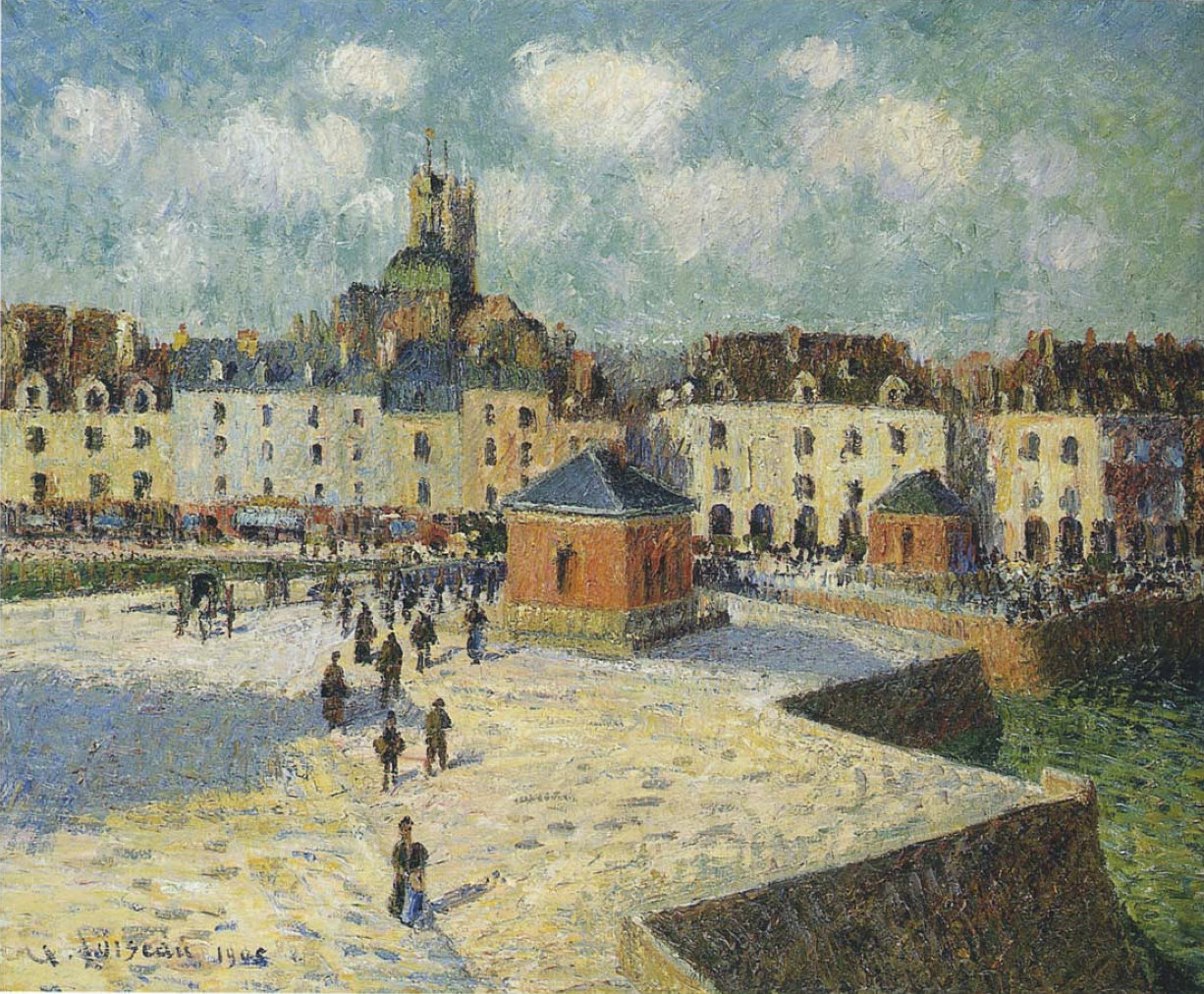
Kade in Dieppe

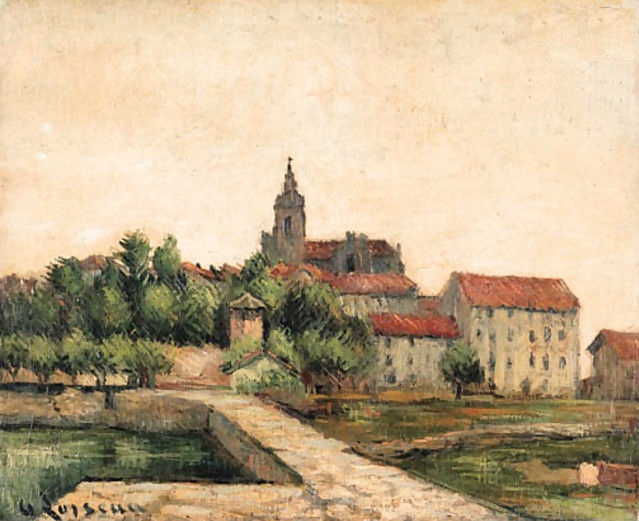
Paysage
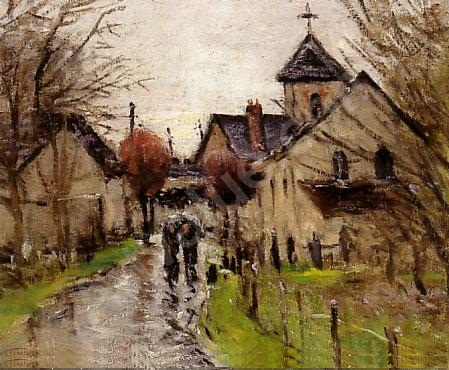
Village sous la pluie
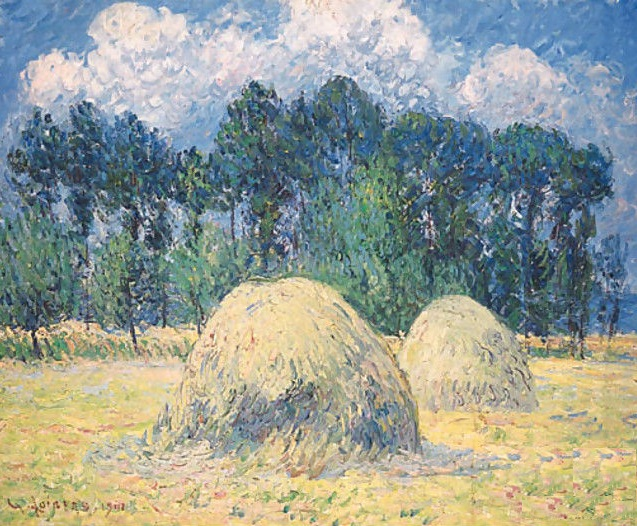
Les meules
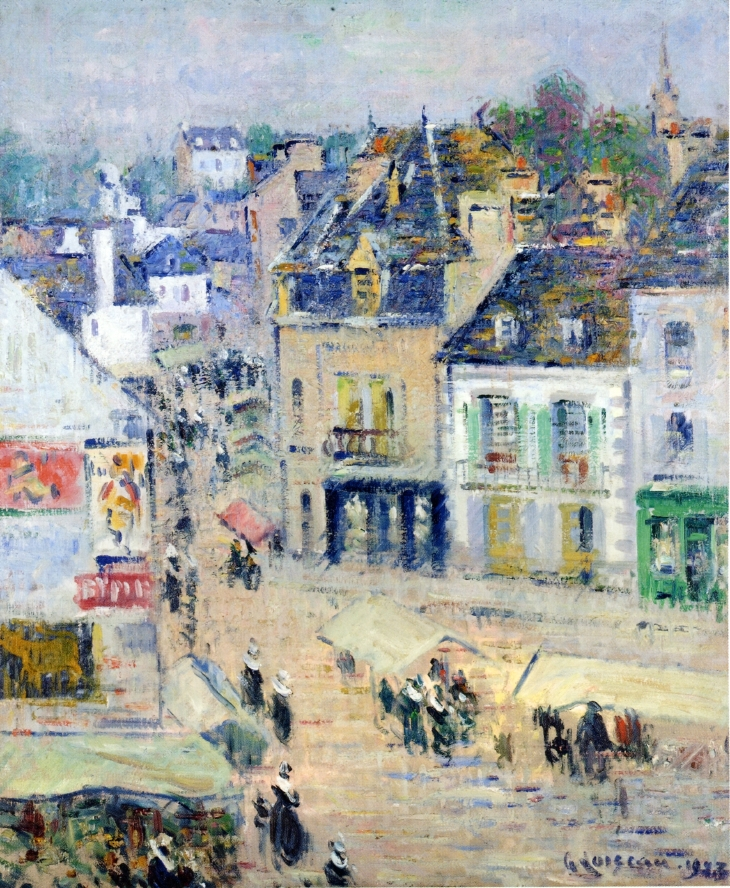
Grijs weer in Pont-Aven
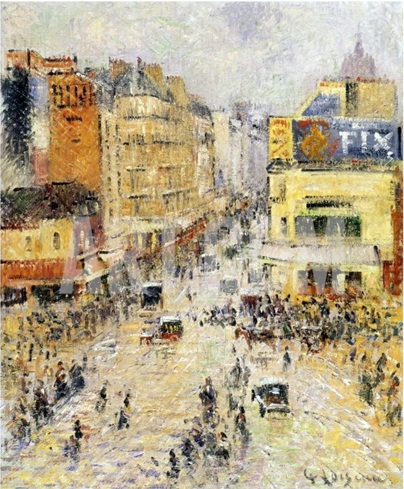
Boulevard Hausmann, Parijs